# 1997 AP21
1997 AP21 är en asteroid i huvudbältet som upptäcktes den 13 januari 1997 av de båda japanska astronomerna Takeshi Urata och Yoshisada Shimizu vid Nachi-Katsuura-observatoriet.
Asteroiden har en diameter på ungefär 2 kilometer.